# مات كارول
مات كارول (بالإنجليزية: Matt Carroll)‏ هو كاتب سيناريو أسترالي، ولد في 6 يونيو 1944 في سيدني في أستراليا.

## وصلات خارجية
- مات كارول على موقع IMDb (الإنجليزية)
- مات كارول على موقع قاعدة بيانات الفيلم (الإنجليزية)